# Bekily (district)
Bekily is een district van Madagaskar in de regio Androy. Het district telt 156.106 inwoners (2011) en heeft een oppervlakte van 5.097 km², verdeeld over 18 gemeentes. De hoofdplaats is Bekily.